# Lago Martín
Lago Martín är en sjö i Argentina.   Den ligger i provinsen Río Negro, i den sydvästra delen av landet, 1 400 km sydväst om huvudstaden Buenos Aires. Lago Martín ligger 546 meter över havet. Arean är 4,8 kvadratkilometer. Den sträcker sig 2,8 kilometer i nord-sydlig riktning, och 5,3 kilometer i öst-västlig riktning.
I omgivningarna runt Lago Martín växer i huvudsak blandskog. Runt Lago Martín är det ganska glesbefolkat, med 24 invånare per kvadratkilometer.